# Llista de topònims de Sants-Montjuïc
La llista de topònims (noms propis de lloc) del districte de Sants-Montjuïc, a Barcelona està dividida per motius tècnics en les llistes de dues zones separades per la Gran Via:
- Llista de topònims de Sants, Hostafrancs i la Bordeta (barris administratius de Sants, Sants-Badal, Hostafrancs i la Bordeta),
- Llista de topònims del Poble-sec, la Font de la Guatlla i la Marina (barris administratius del Poble-sec, la Font de la Guatlla, la Marina de Port i la Marina del Prat Vermell, incloent Montjuïc i la Zona Franca).

A continuació es mostren els topònims que no són en aquestes dues llistes.
Informació actualitzada per un bot. Els canvis manuals es perdran quan s'actualitzi!

## barri
| imatge | Nom                | Ubicat a       | instància de | Detalls | coordenades                                          | Protecció | Commons (més fotos) | Dades a WD                    |
| ------ | ------------------ | -------------- | ------------ | ------- | ---------------------------------------------------- | --------- | ------------------- | ----------------------------- |
|        | Magòria            | Sants-Montjuïc | barri        |         | 41° 21′ 47″ N, 2° 08′ 33″ E / 41.363012°N,2.142442°E |           |                     | Modifica les dades a Wikidata |
|        | la Marina de Sants | Sants-Montjuïc | barri        |         | 41° 21′ 21″ N, 2° 08′ 27″ E / 41.35584°N,2.140744°E  |           |                     | Modifica les dades a Wikidata |

## barri administratiu de Barcelona
| imatge | Nom                        | Ubicat a       | instància de                           | Detalls                                                          | coordenades                                                            | Protecció | Commons (més fotos)           | Dades a WD                    |
| ------ | -------------------------- | -------------- | -------------------------------------- | ---------------------------------------------------------------- | ---------------------------------------------------------------------- | --------- | ----------------------------- | ----------------------------- |
|        | Hostafrancs                | Sants-Montjuïc | barri administratiu de Barcelona barri | 16102 hab Superfície: 41ha Anomenat per: Hostafrancs             | 41° 22′ 32″ N, 2° 08′ 35″ E / 41.375555555556°N,2.1430555555556°E      |           | Hostafrancs                   | Modifica les dades a Wikidata |
|        | Sants                      | Sants-Montjuïc | barri administratiu de Barcelona       | 43679 hab Superfície: 109.8ha Anomenat per: Santa Maria de Sants | 41° 22′ 31″ N, 2° 08′ 10″ E / 41.375278°N,2.136111°E                   |           | Sants                         | Modifica les dades a Wikidata |
|        | Sants-Badal                | Sants-Montjuïc | barri administratiu de Barcelona barri | 24903 hab Superfície: 41.5ha Anomenat per: Rambla de Badal       | 41° 22′ 31″ N, 2° 07′ 36″ E / 41.37527778°N,2.12666667°E               |           | Sants-Badal                   | Modifica les dades a Wikidata |
|        | Zona Franca-Port           | Sants-Montjuïc | barri administratiu de Barcelona       |                                                                  | 41° 20′ 02″ N, 2° 08′ 29″ E / 41.333888888888886°N,2.141388888888889°E |           |                               | Modifica les dades a Wikidata |
|        | el Poble-sec               | Sants-Montjuïc | barri administratiu de Barcelona barri | 40204 hab Superfície: 460.5ha                                    | 41° 22′ 22″ N, 2° 09′ 45″ E / 41.37278°N,2.1625°E                      |           | El Poble-sec (Sants-Montjuïc) | Modifica les dades a Wikidata |
|        | la Bordeta                 | Sants-Montjuïc | barri administratiu de Barcelona       | 19451 hab Superfície: 57.7ha                                     | 41° 22′ 14″ N, 2° 08′ 14″ E / 41.37049444°N,2.13709722°E               |           | La Bordeta (Sants-Montjuïc)   | Modifica les dades a Wikidata |
|        | la Font de la Guatlla      | Sants-Montjuïc | barri administratiu de Barcelona barri | 10239 hab Superfície: 29.7ha Anomenat per: font de la Guatlla    | 41° 22′ 11″ N, 2° 08′ 41″ E / 41.36968056°N,2.14481111°E               |           | La Font de la Guatlla         | Modifica les dades a Wikidata |
|        | la Marina de Port          | Sants-Montjuïc | barri administratiu de Barcelona       | 31094 hab Superfície: 126.9ha                                    | 41° 21′ 34″ N, 2° 08′ 27″ E / 41.35958333°N,2.14097222°E               |           | La Marina de Port             | Modifica les dades a Wikidata |
|        | la Marina del Prat Vermell | Sants-Montjuïc | barri administratiu de Barcelona       | 1356 hab                                                         | 41° 21′ 08″ N, 2° 08′ 22″ E / 41.35210278°N,2.13943611°E               |           | La Marina del Prat Vermell    | Modifica les dades a Wikidata |

## obra escultòrica
| imatge | Nom                         | Ubicat a                 | instància de     | Detalls                      | coordenades            | Protecció               | Commons (més fotos) | Dades a WD                    |
| ------ | --------------------------- | ------------------------ | ---------------- | ---------------------------- | ---------------------- | ----------------------- | ------------------- | ----------------------------- |
|        | A Ildefons Cerdà            | Barcelona Sants-Montjuïc | obra escultòrica | Estat: enderrocat o destruït | plaça d'Ildefons Cerdà | art públic de Barcelona |                     | Modifica les dades a Wikidata |
|        | A les víctimes dels carlins | Barcelona Sants-Montjuïc | obra escultòrica | Estat: enderrocat o destruït |                        | art públic de Barcelona |                     | Modifica les dades a Wikidata |

## Misc
| imatge | Nom                                        | Ubicat a | instància de                                               | Detalls                                                                                        | coordenades | Protecció                                  | Commons (més fotos)                        | Dades a WD                    |
| ------ | ------------------------------------------ | --- | ---------------------------------------------------------- | ---------------------------------------------------------------------------------------------- | --- | ------------------------------------------ | ------------------------------------------ | ----------------------------- |
|        | Can Magí i Can Batllori                    | Barcelona Sants-Montjuïc | casa                                                       | Estil: arquitectura popular Estat: enderrocat o destruït                                       | | bé integrant del patrimoni cultural català |                                            | Modifica les dades a Wikidata |
|        | Llobregat                                  | Catalunya província de Barcelona Catalunya Central Àmbit Metropolità de Barcelona                                                | riu                                                        | Desemboca: mar Mediterrània Llarg: 175km Conca: 4948.3km²                                      | 42° 16′ 57″ N, 2° 00′ 46″ E / 42.282412°N,2.012826°E 41° 18′ 08″ N, 2° 07′ 55″ E / 41.302248°N,2.131948°E                     |                                            | Llobregat                                  | Modifica les dades a Wikidata |
|        | Montjuïc                                   | Sants-Montjuïc | muntanya barri administratiu de Barcelona                  | Superfície: 458.5ha                                                                            | 41° 21′ 51″ N, 2° 09′ 29″ E / 41.364166666667°N,2.1580555555556°E 177.72 msnm                                                 |                                            | Montjuïc                                   | Modifica les dades a Wikidata |
|        | Museu Nacional d'Art de Catalunya          | Sants-Montjuïc | museu d'art                                                | Arquitecte: Eugenio Pedro Cendoya Oscoz 1934-11-11 Superfície: 45000m² Anomenat per: Catalunya | 41° 22′ 06″ N, 2° 09′ 12″ E / 41.368333333333°N,2.1533055555556°E Sants-Montjuïc                                              | bé d'interès cultural                      | Museu Nacional d'Art de Catalunya          | Modifica les dades a Wikidata |
|        | Port de Barcelona                          | Barcelona Ciutat Vella Sants-Montjuïc                                                                                            | port marítim autoritat portuària                           | Superfície: 828.9ha                                                                            | 41° 21′ 00″ N, 2° 10′ 00″ E / 41.35°N,2.1666666666666665°E                                                                    |                                            | Port of Barcelona                          | Modifica les dades a Wikidata |
|        | Ronda del Litoral                          | Cornellà de Llobregat l'Hospitalet de Llobregat Barcelona Sant Adrià de Besòs Sants-Montjuïc Ciutat Vella Sant Martí Sant Andreu | autovia                                                    | 1981 Llarg: 20km Anomenat per: zona litoral                                                    | 41° 25′ 16″ N, 2° 13′ 20″ E / 41.42111111°N,2.22222222°E                                                                      |                                            | Ronda Litoral                              | Modifica les dades a Wikidata |
|        | Ronda del Mig                              | Horta-Guinardó Sarrià - Sant Gervasi les Corts Sants-Montjuïc                                                                    | avinguda                                                   | Anomenat per: part central                                                                     | 41° 24′ 12″ N, 2° 08′ 20″ E / 41.40347222°N,2.13888889°E                                                                      |                                            | Ronda del Mig                              | Modifica les dades a Wikidata |
|        | Sant Jordi Club                            | Sants-Montjuïc | sala de concerts                                           | 2007                                                                                           | 41° 21′ 45″ N, 2° 09′ 09″ E / 41.362541666666665°N,2.152416666666667°E ca:Passeig Olímpic, 5, Sants-Montjuïc, 08038 Barcelona |                                            |                                            | Modifica les dades a Wikidata |
|        | Tallers Torras, Ferreteria i Construccions | Barcelona el Poblenou Sants-Montjuïc                                                                                             | fàbrica                                                    | Estat: enderrocat o destruït                                                                   | 41° 23′ 40″ N, 2° 11′ 40″ E / 41.394462°N,2.194439°E                                                                          |                                            | Tallers Torras, Ferreteria i Construccions | Modifica les dades a Wikidata |
|        | Zona Franca de Barcelona                   | Sants-Montjuïc | polígon industrial entitat territorial de geografia humana | Superfície: 600ha                                                                              | 41° 20′ 00″ N, 2° 08′ 19″ E / 41.3333°N,2.13861°E                                                                             |                                            | Zona Franca de Barcelona                   | Modifica les dades a Wikidata |
|        | mar Mediterrània                           | | mar interior mar mediterrani conca hidrogràfica            | Superfície: 2500000km² Profunditat: 5267 1541m Volum: 3839000km³                               | 38° N, 17° E / 38°N,17°E 0 msnm                                                                                               |                                            | Mediterranean Sea                          | Modifica les dades a Wikidata |